# Società protoindoeuropea
La società protoindoeuropea è la cultura e la società del popolo protoindoeuropeo, esistito durante l'età del rame (approssimativamente dal V al IV millennio a.C.), ricostruita grazie alle scoperte archeologiche e attraverso l'analisi delle società indoeuropee più moderne. La società protoindoeuropea era di tipo patriarcale e semi-nomade, incentrata sull'allevamento.

## Struttura sociale
Lo studioso francese Georges Dumézil ha raccolto un'enorme mole di materiali relativa alla struttura sociale, alle religioni, alle mitologie delle varie popolazioni di lingua indoeuropea storicamente note, arrivando a delineare un quadro complessivo di quella che poteva essere la struttura sociale delle tribù proto-indoeuropee nella fase immediatamente precedente la loro diaspora. Le società indoeuropee appaiono ovunque, almeno nelle loro fasi arcaiche, gerarchizzate e divise in tre caste: i guerrieri, i sacerdoti e gli agricoltori, con le donne e gli schiavi relegati in una posizione di soggezione; a capo del corpo sociale si trova un re, che è più che altro un capo carismatico eletto dai guerrieri e non ha il ruolo forte che assumono invece i re nelle civiltà della Mesopotamia e nell'antico Egitto. Dumézil è indotto dai dati da lui raccolti a riconoscere questa struttura come panindoeuropea: a capo della tribù indoeuropea c'è un re (i. e. *rēgs: cfr. lat. rēx, celtico rīx -e i nomi di principi celtici in -rix, come Vercingeto-rīx, Vercingetoríge-; sanscrito raja; greco arégō: proteggere, governare); la società appare poi divisa in guerrieri, sacerdoti, e un ceto di mercanti e lavoratori (agricoltori, fabbri etc.). Questa ripartizione in tre classi e funzioni sociali, che secondo Dumézil sarebbe tipica per eccellenza degli Indoeuropei, va sotto il nome di ideologia tripartita, ideologia trifunzionale o trifunzionalismo.
Una società patriarcale gerarchizzata di guerrieri e sacerdoti si sovrappone in modo più o meno violento alle società equisessuali ed egualitarie dei villaggi neolitici, segnando il passaggio traumatico dell'Europa occidentale all'età del bronzo alla fine del terzo millennio a.C. e determinando in India il crollo della civiltà di Harappa e Mohenjo Daro. Questo è il quadro che emerge dagli studi di Gimbutas e di Dumézil. Quella degli Indoeuropei non sarebbe allora null'altro che una delle tante invasioni che le aree fertili e climaticamente attraenti del Mar Mediterraneo e dell'India avrebbero subito nel corso dei millenni, fino all'Alto Medioevo: la prima invasione che sia indirettamente documentabile.
Più sfumata la visione degli indoeuropeisti più recenti, come Francisco Villar, che tendono a far risalire molte delle caratteristiche attribuite a Dumèzil ad un nodo più tardivo delle popolazioni indoeuropee (cioè quello che raggruppa i grandi popoli storici, dall'India all'Europa, comparsi tra il 1.500 a.C. e le grandi invasioni dell'inizio dell'età del ferro, ma non quelli preistorici e protostorici, come quelli anatolici e quelli delle prime ondate di espansione, nell'Europa centrale, verso il 4.500 a.C.). Secondo Villar gli unici tratti certi delle prime popolazioni indoeuropee sono la pastorizia come attività economica prevalente ma non esclusiva e la divisione in famiglie allargate di tipo patriarcale e fortemente maschilista. Queste famiglie sarebbero state riunite in clan, all'interno di un sistema tribale che poteva o meno raggruppare tutto un popolo, con la possibilità che questo sistema clanico evolvesse (anche temporalmente) in un regno (anche frantumandosi dopo un momento di unità legato a guerre o invasioni). Il matrimonio era prevalentemente esogamico, o almeno il modello più ancestrale era quello esogamico, in cui la sposa usciva dalla propria famiglia d'origine per entrare in quella dello sposo.
Le caste (e i cantori-aedi) sarebbero comparsi più tardivamente, anche perché nel proto indoeuropeo non esistono termini univoci per definire la nobiltà e gli schiavi, mentre non esisteva nemmeno una parola che indicasse in maniera inequivoca guerra e guerriero, o meglio ne esistono diverse sviluppatesi in momenti diversi. L'agricoltura non era sconosciuta ai primi indoeuropei, ma era secondaria (almeno dall'analisi della lingua comune) rispetto alla pastorizia, attività che sembrava essere anche più prestigiosa; la proprietà era privata ma non individuale, ovvero legata alla famiglia allargata sotto un pater-familias con rapporti gerarchici forti in cui i figli maschi e le loro mogli erano sottoposti al suo comando e non possedevano il bestiame fino all'eredità.
Malgrado i proto indoeuropei e i primi indoeuropei fossero pastori (con una marginale pratica agricola), e vivessero presumibilmente in piccole case (come quelle della cultura kurgan, in legno ed in parte scavabili sotto terra, facilmente costruibili in pochi giorni), il lessico relativo alle fortificazioni e ai centri abitati sulle alture è molto antico e ancestrale. Le prove archeologiche di fortificazioni sulle alture esistono anche nella civiltà Kurganica (anche se sono scarse), ma non appena i Kurganici si mossero dalle loro sedi ancestrali a nord del Mar Caspio, costruirono quasi ovunque cittadelle fortificate, in genere sulle colline, con tratti proto-urbani o addirittura di precoce urbanizzazione, con un modello che appare condiviso dall'India ariana alla scandinavia vichinga passando dalla cittadella hittita-micena all'accampamento-castrum romano-villanoviano e al Brig celtico. Probabilmente nella fase ancestrale erano solo piccoli villaggi fortificati nella steppa, che ospitavano una o poche famiglie o il capo clan, i suoi parenti stretti e alcune famiglie alleate-parenti. Il modello di città-Stato (talvolta confederale) fu però uno dei più antichi degli stati indo-europei storici e presumibilmente anche di quelli protostorici e preistorici, precedendo quello dello stato territoriale (diffuso invece tra le popolazioni afro-semite) e già differente da quello propriamente tribale (o di popolo) tipico delle popolazioni altaiche e ugro-finniche.
L'ideologia tripartita si sarebbe imposta tra gli indoeuropei in un'epoca più tardiva (probabilmente attorno al 2.000 a.c) e in una precisa area geografica, diffondendosi poi, in maniera quasi contemporanea, tra il bronzo antico e la prima età del ferro, divenendo uno dei caratteri più cospicui della re-indoeueopeizzazione dell'Europa con una delle ultime grandi ondate di invasione.

## Tecnologia
Le ricostruzioni suggeriscono che i Proto-Indoeuropei conoscevano il bronzo: infatti la parola proto-indoeuropea per bronzo (*h₂éyos) può essere ricostruita dal protogermanico, dall'protoitalico e dal protoindoiranico mentre non è possibile effettuare lo stesso procedimento per la parola ferro, quasi sicuramente sconosciuto a questa popolazione. Altri metalli conosciuti, oltre il bronzo, erano l'oro e l'argento.
Il termine *n̥sis (dal sanscrito así, Latino ensis, Serbo-Croato nož) indicava un'arma a forma di spada, originariamente un pugnale in bronzo o in tempi più remoti in osso. Una *iḱmos era una lancia o un'arma appuntita. La parola proto-indoeuropea per ascia era *h₂égʷsih₂ (ricostruita dal Germanico, Greco e Italico) e *péleḱu- (ricostruita dal Sanscrito parasù e dal Greco pèlekus) e poteva essere sia di pietra che in bronzo.
La ruota (*kʷékʷlos - Sanscrito cakrá, Greco kúklos, OE hweol; o *róth₂eh₂ - Sanscrito rathá, Germanico rad, Latino rota, Serbo-Croato kolo) era conosciuta e utilizzata sicuramente per i carri trainati dai buoi; i carri trainati da cavalli furono invece sviluppati dopo l'espansione essendosi originati fra gli Indoiranici nel 2000 a.C. circa (Cultura di Andronovo).
Mentre il lessico relativo ai cavalli e ai carri è antichissimo e ancestrale, quello relativo alle armi è poco attestato in alcune lingue antiche (Hittita, Luvio ecc.) si differenziano maggiormente nella descrizione della panoplia da lingue comparse successivamente. Quindi è possibile che quanto detto in caso di spade-pugnali e asce da guerra rifletta una comunanza comparsa nell'indeuropeo dopo la separazione del ceppo anatolico, ovvero il gruppo ancestrale degli indeuropei, pur essendo sicuramente un popolo dedito alla guerra (le prove archeologiche lo confermano, soprattutto per l'ascia da guerra, considerabile come il marchio della prima invasione indoeruopea dell'Europa verso il 4.500 a.C.) sviluppò un particolare lessico bellico proprio mentre iniziava ad invadere i vicini e a compiere migrazioni, sviluppando poi più volte questa pratica ogni volta che compiva una migrazione-invasione.
Il cambiamento del lessico militare, indice anche dei cambiamenti, veloci e legati a tattiche particolari, nelle pratiche belliche, in parte vale e si verifica anche in casi ben successivi e ben attestati storicamente, per esempio il lessico militare germanico ha quasi completamente sostituito quello latino anche nelle lingue neo-latine, subito dopo (o durante, o addirittura nel caso della parola spada-spata poco prima) le invasioni barbariche e la caduta dell'impero romano d'occidente.
Ben note e avanzate, a giudicare dal vocabolario, erano le tecniche per la lavorazione dei tessuti, l'intreccio e l'annodatura utilizzate per la produzione di vestiario, cestini ecc..

## Economia
La società Proto-Indoeuropea era principalmente dipendente dall'allevamento. I bovini erano per i Proto-Indoeuropei gli animali più importanti e in base alla quantità di bovini posseduti si poteva stabilire la ricchezza di un uomo. Venivano allevate anche le pecore (*h₃ówis) e le capre (*gʰáidos). Praticate erano inoltre l'agricoltura e la pesca (*písḱos).
L'addomesticamento del cavallo (*h₁eḱuos - sanscrito áśvas, latino equus) è stata verosimilmente un'innovazione introdotta da questo popolo ed è probabilmente un fattore connesso alla loro rapida espansione.

## Rituali e sacrifici
I Proto-Indoeuropei praticavano una religione politeista e incentrata sui riti sacrificali, amministrata da una classe di sacerdoti e sciamani.
Gli animali venivano uccisi (*gʷʰn̥tós) e dedicati agli dei (*déiwos) nella speranza di ottenere i loro favori. Il re e i sacerdoti di alto rango erano le figure centrali che stabilivano le relazioni con l'altro mondo.
L'ipotesi kurganica suggerisce sepolture in tumuli o tombe a camera. I leader di grande importanza venivano sepolti con le loro proprietà e possibilmente con membri della loro famiglia o le mogli (sati in sanscrito). La pratica dei sacrifici umani è desunta principalmente dalla scoperta del sito sacrificale di Luhans'k.

## I nomi personali
L'uso di parole composte per i nomi personali, tipicamente ma non sempre indicanti qualche caratteristica nobile o eroica, è così comune nelle lingue indoeuropee che sembrerebbe un tratto ereditario.
Questo tipo di nomi sono frequenti nella regione celtica (Dumnorix: "re del mondo"; Kennedy: "testa brutta"), fra le lingue indoarie ("Asvaghosa: "domatore di cavalli"); nel greco (Socrate: "buon sovrano", Cleopatra: "da celebre stirpe"), nelle lingue slave (Vladimir: "grande sovrano"), germaniche (Godiva: "dono di Dio") e anatoliche (Piyama-Radu: "dono del devoto?").

## La poesia
Stando a quanto è possibile dedurre in via indiretta dai dati storici, nella società indoeuropea il poeta aveva una dimensione particolare. Ci si potrebbe chiedere se abbia senso parlare di poeti per una cultura che ci è nota solo attraverso la ricostruzione comparativa di una lingua. Il fatto è che sono attestate, per l'indoeuropeo, ricostruzioni di espressioni formulari comuni, che possono essere concepite solo come elementi stilistici di una poesia epica orale, i cui valori sono quelli tipici di un ideale eroico, espressione di un'aristocrazia di guerrieri. Un esempio tipico di questi elementi è dato dall'espressione greca (omerica) klèos àphthiton (vedi Iliade, libro IX verso 413), che significa "gloria immortale", perfettamente corrispondente al sanscrito sravas aksitam, dello stesso significato, e metricamente equivalente. L'ipotetica forma ricostruita dell'espressione è *klèwos *ndhgwitom.
Sempre il paragone fra poesia greca e poesia vedica e sanscrita getta una luce sul tipo di metrica che gli ipotetici cantori orali indoeuropei dovevano maneggiare: sia i poeti greci di stirpe eolica, sia gli autori degli antichissimi inni vedici, usano versi che hanno due caratteristiche salienti:
1. hanno sempre lo stesso numero di sillabe, sono perciò versi isosillabici, il cui ritmo è quantitativo;
2. hanno le sillabe iniziali metricamente "libere" e le sillabe finali con una struttura metrica rigida.

In terzo luogo, ci sono sia in vedico, sia nel greco di Omero, fenomeni fonetici comuni, totalmente identici che fanno pensare a una lingua poetica con regole proprie, distinta dalla lingua colloquiale normale. Per esempio, sia Omero sia gli inni vedici, possono trattare le vocali lunghe derivanti da contrazione come se fossero due vocali in sequenza. Così in vedico il genitivo plurale gām (<*gwowom: delle mucche), può essere scandito metricamente, se occorre, come ga-am, e nel greco omerico verbi contratti come skiōnto ("si coprivano d'ombra"), vengono scanditi (e più tardi scritti) come skio-ōnto.
Anche se alcuni studiosi, come Villar, si ribellano ai paradigmi che sembrano schiacciare l'indoeuropeo a un'accoppiata di greco e vedico, in realtà la comunanza di questi elementi di lingua, stile e metrica, fra parlate così distanti nello spazio e non troppo vicine nel tempo, è perlomeno indizio di un fatto: gli antenati più remoti degli aedi greci e degli rsi vedici hanno potuto condividere questo patrimonio culturale solo quando erano molto vicini e territorialmente contigui. Questo non poteva accadere che prima del 4000 a.C. Dunque, i relitti della lingua epica comune a vedico e greco risalgono alla fase tardo-unitaria dell'indoeuropeo. Un ulteriore indizio a favore ci viene dall'epica slava, la cui metrica mostra, ancora in epoca medievale, tratti comuni con la metrica degli inni vedici.
Si può quindi affermare con una certa sicurezza che almeno l'indoeuropeo tardo aveva, come variante formale, una lingua poetica definita, propria di una poesia epica dotata di una metrica definita; ovviamente, dove c'è una simile lingua poetica, c'è una classe di artigiani della parola che la maneggia. In tutte le società arcaiche in cui c'è un'epica orale, fatta di canti improvvisati su temi noti, l'apprendistato necessario a padroneggiarne la lingua e la metrica dura più di un decennio. Se ne deve dedurre che, fra gli indoeuropei, i poeti costituissero una categoria definita: una categoria di artigiani e produttori molto speciali, visto che erano la voce ufficiale di valori, come la "gloria immortale", che definivano l'orizzonte ideale dei guerrieri.
Alcuni indizi linguistici molto chiari permettono altresì di comprendere quale fosse l'idea che gli indoeuropei avessero della cosiddetta "ispirazione" del poeta. La parola latina vates (vate, profeta, poeta) e il nome germanico Wodan, dio del furore guerriero, ma anche della profezia e delle funzioni sacerdotali "alte", sono riconducibili entrambi a una radice indoeuropea *wot che significa appunto furore; d'altro canto, il nome di una delle figure di cantore più diffuse nel mondo indo-ario, lo rsi, è riconducibile alla stessa radice *eisa- del latino ira, cioè appunto "ira, furia". Contiguità lessicali fra il furore del posseduto da una divinità e il mondo poetico e magico-sacerdotale, sono allo stesso modo riscontrabili fra i Celti.
Ne consegue che il poeta, fra gli indoeuropei, appariva da un lato come una sorta di elemento molto speciale della classe degli artigiani, una voce capace di eternare nella gloria l'impresa, per lo più guerriera, dall'altro sembrava mosso da un'ispirazione divina, che lo possedeva ed era molto simile a una sorta di furor. La parola poetica era uno strumento a metà strada fra l'attrezzo artigianale, su cui l'apprendista cantore orale si esercita per un lunghissimo periodo, e il mondo (anch'esso fissato in espressioni canoniche e ritmi) delle formule magiche, dello *yous del sacerdote e dello sciamano, capace di controllare in qualche modo la realtà. Ciò accadeva semplicemente perché, presso gli indoeuropei, il responso del sacerdote e il canto epico del poeta si esprimevano attraverso strumenti tecnicamente affini (la parola in un registro formale, non usuale), stante la necessità di ricorrere alla tradizione orale, per tramandare valori ideali e rituali religiosi, in una società completamente priva di scrittura.